# Социалистическое самоуправление

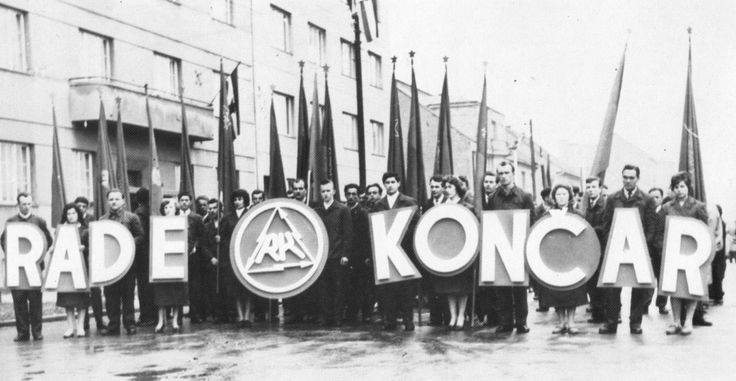
Югославские рабочие на первомайской демонстрации, 1960 год

Социалисти́ческое самоуправле́ние (либо самоуправляемый социализм, сербохорв. Samoupravni socijalizam / Самоуправни социјализам, серб. Самоуправни социјализам, босн. и хорв. Radničko samoupravljanje, макед. Работничко самоуправување) — специфическая модель организации экономики и общества в Югославии, которая была сформулирована Коммунистической партией Югославии и существовала в период, начиная с 1949 года по 1990 год.
Такая модель являлась особой формой рабочего самоуправления, основная идея которого заключалась в том, чтобы полностью передать управление предприятиями, организациями, учреждениями и административно-территориальными содружествами государства (города, общины, субъекты федерации) непосредственно в руки рабочих советов, заводских администраций, различных объединений и сообществ граждан на уровне каждой из югославских республик и автономных краёв и отделить тем самым государство от внутренних экономических процессов и решения кадровых вопросов, за которые теперь должны были отвечать региональные власти, формируемые на принципах самоорганизации и автономии принятия управленческих решений. Концепция окончательно была сформулирована в Конституции СФРЮ 1974 года и в позднее принятом Законе об объединённом труде 1976 года.
Первоначальная форма самоуправления появилась в югославском законодательстве в 1950 году, когда трудовым коллективам производственных предприятий была предоставлена и гарантирована полная хозяйственная самостоятельность, в том числе переданы отдельные государственные функции. Конституция запрещала любые социально-экономические отношения, основанные на классовой эксплуатации и монополии собственности. Поэтому рабочие считались не наёмным персоналом, а полноправными членами трудового коллектива, наделённые неотъемлемыми правами по принятию управленческих решений в рабочих советах своих предприятий и имеющими гарантии занятости. Рабочее самоуправление в принципе отрицало роль государства в управлении экономикой. Подчинение предприятий государству сменилось системой взаимных прав и обязанностей, которое называлось договорной экономикой.
Суть рабочего самоуправления состояло в том, что предприятия управлялись непосредственно рабочими коллективами, которые действовали самостоятельно в каждом предприятии, самостоятельно закупали сырьё, определяли вид и объём производства, цену продукции, по которой она должна была реализовываться на рынке; формировали собственные фонды заработной платы и участвовали в распределении прибыли. Управляемые рабочими предприятия имели право приобретать, продавать недвижимость, арендовать либо сдавать её в аренду.
После введения самоуправления в Югославии резко выросло промышленное производство, а экспорт с 1954 года увеличился более чем вдвое. В течение 1950-х годов промышленное производство увеличивалось на 13,4% в год, а валовой внутренний продукт на 9,8%. Рост производства позволил улучшить уровень жизни граждан, повысить доступность сфер здравоохранения, образования и культуры для более широких слоев населения. Спустя четверть века после введения самоуправления была осуществлена массовая урбанизация, построено два миллиона социальных квартир, создана городская инфраструктура, повысился образовательный уровень населения.
Система социалистического самоуправления не была статичной, неоднократно подвергалась реформированию в 1960-х и 1970-х годах. Со временем Югославия сформировала особую социальную систему, которая стала альтернативой Восточному блоку. Это также должно было продемонстрировать жизнеспособность третьего пути развития между капиталистическими странами Запада и социалистическим лагерем во главе с Советским Союзом.
Отдельными исследователями достаточно высоко оцениваются преобразования в социально-экономической сфере Югославии, которые отмечают, что предусмотренная конституцией модель самоуправления являлась наиболее развитой формой непосредственной демократии и отражала полное национальное равенство всех народов и народностей. Другие исследователи не разделяют такую позицию, указывая на крайнюю запутанность и сложность подобной модели самоуправления, которая на практике приводила к затруднению принятия любых решений, во взаимоотношениях хозяйствующих субъектов по каждому вопросу постоянно требовалось многочисленно согласовывать позиции либо заключать хозяйственные соглашения, которые подменяли собой инструменты рыночного регулирования.